# Wisława (album)
Wisława – album studyjny polskiego trębacza jazzowego Tomasza Stańki nagrany w kompleksie Avatar Studios w Nowym Jorku z nowo utworzonym zespołem, nazwanym Tomasz Stańko New York Quartet.
Płyta ukazała się w lutym 2013 w formie podwójnej płyty CD (numer katalogowy: ECM 2304_05). Wydawnictwo inspirowane jest twórczością poetki Wisławy Szymborskiej i jest jej dedykowane. Płyta została objęta honorowym patronatem Fundacji Wisławy Szymborskiej. Stańko trzykrotnie miał okazję spotkać się z Wisławą Szymborską na scenie – podczas organizowanych przez wydawnictwo Znak spotkań autorskich (ostatnie miało miejsce w styczniu 2009 w Operze Krakowskiej). Prapremierowe wykonanie na żywo odbyło się 9 lutego 2013, w muzeum sztuki Haus der Kunst w Monachium. Koncert utworów z albumu Wisława, zagrany 11 lutego 2013 w Operze Krakowskiej, zwieńczył obchody pierwszej rocznicy śmierci Wisławy Szymborskiej.
Nagrania uzyskały status złotej płyty.

## Lista utworów

### CD1
| 1. | „Wisława”     | 10:19 |
|    |               |       |
| 2. | „Assassins”   | 7:45  |
|    |               |       |
| 3. | „Metafizyka”  | 7:36  |
|    |               |       |
| 4. | „Dernier Cri” | 10:16 |
|    |               |       |
| 5. | „Mikrokosmos” | 8:20  |
|    |               |       |
| 6. | „Song For H”  | 4:38  |
|    |               |       |
|    |               | 48:54 |
|    |               |       |

### CD2
| 1. | „Oni”             | 6:30  |
|    |                   |       |
| 2. | „April Story”     | 7:06  |
|    |                   |       |
| 3. | „Tutaj - Here”    | 8:29  |
|    |                   |       |
| 4. | „Faces”           | 8:04  |
|    |                   |       |
| 5. | „A Shaggy Vandal” | 7:31  |
|    |                   |       |
| 6. | „Wisława, Var.”   | 13:13 |
|    |                   |       |
|    |                   | 50:53 |
|    |                   |       |

## Muzycy
- Tomasz Stańko – trąbka
- David Virelles – fortepian
- Thomas Morgan – kontrabas
- Gerald Cleaver – perkusja

## Wypowiedzi
- Magda Umer (prowadząca premierowy koncert w Operze Krakowskiej, 11.02.2013):

„Myślę, że dwie dziedziny sztuki: jazz i poezja są sobie najbliższe i myślę, że nie chcą, aby je nazywać, dookreślać. Wymykają się wszelkim próbom oprawiania w ramy definicji”
- Tomasz Stańko (dla „Newsweeka”):

„Chcę jej dać głos na tej płycie, nazwałem dwa utwory tytułami jej wierszy. Myślę, żeby ona zapowiadała te utwory, powiedziała 'Metafizyka' i wtedy gram tę 'Metafizykę'. Nie wiem, czy to przejdzie, ale chciałbym, żeby jej głos tam był. W jej głosie było czuć tego Nobla”
- Tomasz Stańko o współpracy z Wisławą Szymborską (książka „Desperado”):

„Głos Szymborskiej robił na mnie największe wrażenie. Informował o charakterze wiersza, o jego głębi. Treść, charakter wiersza nie są jednak dla mnie aż tak ważne w czasie występu. Fascynuje mnie to, że kiedy poeta czyta swój wiersz, w tym czytaniu zawiera całe tony dni, przez które pisał. Oni długo piszą. Te przemyślenia i ta głębia sprawiają, że słowa mają taki ciężar, że żaden aktor tego nie odda. Nigdy.”
- Tomasz Stańko (wywiad dla PAP, kwiecień 2012):

„Znaleźć się na jednej scenie z artystką takiego formatu jak Szymborska to tak jakby grać z Milesem Davisem, czy Keithem Jarrettem. Muzyka sama wypływała z trąbki.”